# Cristian Bejarano Benítez
Christian Bejarano Benítez
(Chihuahua, Chihuahua 25 de julio de 1981) es un boxeador y medallista mexicano. Compitió en los Juegos Olímpicos de Sídney 2000, donde logró la medalla de bronce. Christian Bejarano es el primer boxeador mexicano en darle una medalla a México por boxeo luego de 1988.

## Sídney 2000
- Ganó contra Gilbert Khunwane (Botsuana) 17-5
- Ganó contra Gheorghe Lungu (Rumania) 14-11
- Ganó contra Almazbek Raimkulov (Kirguistán) 14-12
- Perdió contra Andriy Kotelnyk (Ucrania) 14-22

## Palmarés internacionales
| Juegos Olímpicos     | Juegos Olímpicos   | Juegos Olímpicos  | Juegos Olímpicos |
| Año                  | Lugar              | Medalla           | Competición      |
| -------------------- | ------------------ | ----------------- | ---------------- |
| 2000                 | Sídney (Australia) | Medalla de bronce | Peso ligero      |
| Juegos Panamericanos |                    |                   |                  |
| 1999                 | Winnipeg (Canadá)  | Medalla de bronce | Peso ligero      |

- Datos: Q794241